# 军事入侵
军事入侵是一种军事进攻，其中一个地缘政治实体的大量战斗人员积极进入另一个此类实体所拥有的领土，其目的通常是：征服、解放或重新建立对一个政權；迫使一个国家分裂；改变既定政府或从该政府获得特许权；或两者结合。入侵可以是战争的起因，是结束战争的更大战略的一部分，或者它本身就可以构成整个战争。由于与入侵有关的行动规模很大，它们通常在计划和执行方面具有战略性。

## 介绍
军事入侵主要目的是获得更多的土地和金钱，考古学证据表明，自史前以来，入侵一直频繁发生。在古代，无线电通讯和快速运输發明之前，军队要确保有足够的增援，唯一的办法就是将军队作为一支大规模的部队来行动。就其本质而言，这导致了入侵战略。伴随着入侵而来的是政府、宗教、哲学和技术方面的文化交流，这些交流决定了古代世界大部分地区的发展。

## 结果
入侵的结果可能因入侵者和防御者的目标、入侵和防御的成功以及交战各方之间是否达成协议而有所不同。最常见的结果是失去领土，一般伴随着政府的改变，而且往往是失败的一方失去对政府的直接控制。这有时会导致该国转变为一个附庸國，往往伴随着向胜利者支付赔偿或进贡的要求。在其他情况下，成功入侵的结果可能仅是恢复现状；这可在消耗战中看到，当时摧毁人员和物资是主要的战略目标，或者一个以前被征服、目前被侵略性第三方占领的国家恢复对其自身事务的控制（例如：1944年诺曼底登陆后的西欧、1991年击败伊拉克后的科威特）。在某些情况下，入侵可能在战略上仅限于一个地理区域，该区域被划分为一个独立的国家（例如：孟加拉国解放战争）。